# Royal Albert Hall
Royal Albert Hall of Arts and Sciences (Královská Albertova hala umění a vědy) je hala pro pořádání koncertů a jiných uměleckých aktivit věnovaná manželu královny Viktorie, princi Albertovi. Nachází se v jižním Kensingtonu v Londýnském obvodu Kensington a Chelsea. Tvoří část národního památníku prince Alberta, jehož dekorativní částí je Albertův památník na sever od Royal Albert Hall v Kensingtonských zahradách. V této hale jsou umístěny druhé největší varhany Velké Británie a je místem konání festivalu Proms.

## Základní informace
Od svého otevření 29. března 1871 Royal Albert Hall hostila různé významné osobnosti a rozmanité akce. Koná se zde pravidelně festival klasické hudby Proms, různé rockové koncerty, konference, bály, vzdělávací akce, baletní, operní a cirkusová představení. Je i místem různých sportovních utkání v boxu, tenisu a zápasu (včetně prvního turnaje v sumó, konaného mimo Japonsko).
Hala má oválný tvar o rozměrech 90 na 80 m a kapacitu 8000 návštěvníků, i když současné bezpečnostní předpisy dovolují maximální počet 7000 [zdroj?]. Počet míst je snížen na víc než 5 200 míst. Obrovská skleněná střecha v kovovém rámu se vypíná do výšky 45 m. Na obvodu haly je terakotový vlys zobrazující triumf vědy a umění odkazující na účel, pro který byla hala postavena.

## Historie

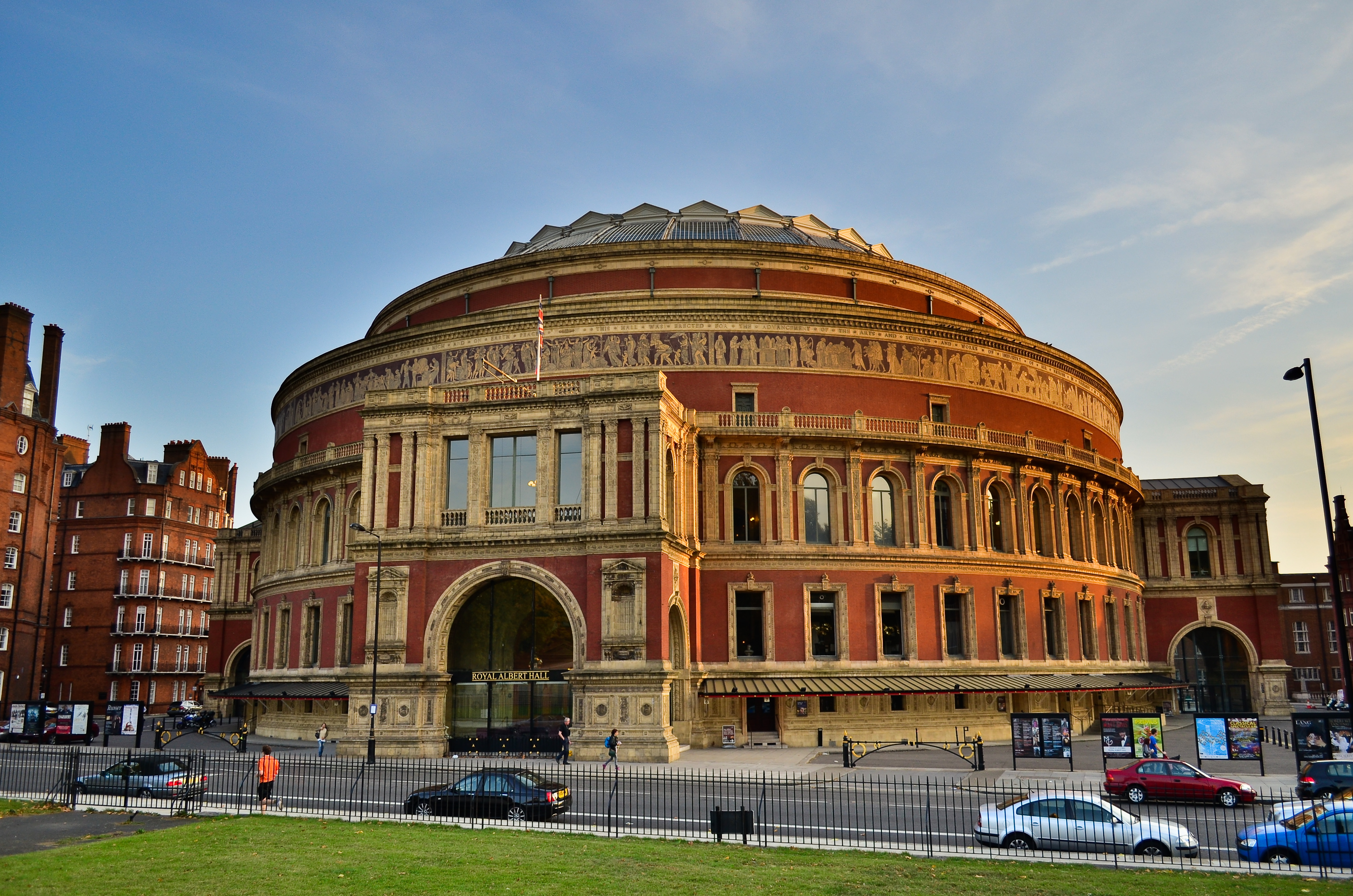
Pohled od Kensingtonských zahrad

Interiér

Roku 1851 byla v Hyde Parku pořádána Světová výstava, pro niž byl postaven Crystal Palace. Úspěch výstavy vedl prince Alberta k návrhu na výstavbu série specializovaných staveb určených ke konání akcí pro pobavení veřejnosti. Postup prací na tomto záměru byl pomalý a roku 1861 princ Albert zemřel. Přesto byla navržena výstavba památníku věnovaného jeho památce s obrovskou halou poblíž. Z výtěžku výstavy byly zakoupeny pozemky v Hyde Parku. V dubnu 1867 po navýšení zbylých prostředků z výstavy královna Viktorie vydala královský dekret a 20. dubna byl položen základní kámen.
Autoři návrhu, Francis Fowke a Henry Young Darracott Scott, byli výrazně ovlivněni starověkými amfiteátry. Materiálem na stavbu haly byly farehamské červené cihly s terakotovou výzdobou. Tato výzdoba pochází ze známé dílny Gibbs And Canning Limited z Tamworthu. Střecha je tvořena kovovou konstrukcí, která je vyplněna skleněnými tabulemi. Konstrukce střechy byla smontována v Manchesteru, poté byla rozdělena na jednotlivé menší díly a koňskými povozy dopravena na místo určení. Odstraňování podpěrné konstrukce zpod smontované střechy se zúčastnili pouze dobrovolníci, protože panovaly obavy, zda konstrukce střechy vydrží. Po odstranění podpěrné konstrukce však střecha poklesla pouze o pět osmin palce (cca 1,5 cm). Původně měla být hala dostavěna 25. prosince 1870.
Royal Albert Hall byla slavnostně otevřena 29. března 1871. Po úvodním proslovu prince Edwarda se konal slavnostní koncert, při kterém se projevily problémy s akustikou sálu. Tyto problémy byly eliminovány až roku 1969 montáží řady velkých sklolaminátových rozptylových disků (označovaných jako houby nebo létající misky) pod střechu sálu pro odstranění typické ozvěny. Uvádí se, že hala je jediné místo, kde si může být britský skladatel jistý, že své dílo uslyší dvakrát.
Původně byla hala osvětlena plynovým osvětlením. Elektrické osvětlení bylo instalováno roku 1897. Hala prošla v nedávné době v letech 1996–2004 rekonstrukcí. Tyto úpravy zahrnovaly modernizaci varhan prováděnou společností Manders of London a dostavbu jižního vestibulu ve stylu shodném s existujícími vestibuly.
Dopravní spojení - Metro - Gloucester Road, South Kensington.